# Desfontainesia overlaeti
Desfontainesia overlaeti är en skalbaggsart som beskrevs av Alexis och Delpont 1999. Desfontainesia overlaeti ingår i släktet Desfontainesia och familjen Cetoniidae. Inga underarter finns listade i Catalogue of Life.